# Ferrer Galván Bourel
Ferrer Galván Bourel (Veracruz, Veracruz, 2 de septiembre de 1919-Ciudad de México, México, 25 de mayo de 1995) fue un ingeniero agrónomo y político veracruzano. Hijo del prócer Úrsulo Galván Reyes.

## Biografía
Ferrer Galván Bourel nació en el Puerto de Veracruz el 2 de septiembre de 1919, hijo del destacado prócer agrarista Úrsulo Galván Reyes y de Doña Irene Bourel Vda. de Galván, quien fuera la primera mujer en convertirse en diputada local y luego federal por el estado de Veracruz.
Estudió Ingeniería Agrónoma en Ciudad Juárez, Chihuahua, donde en 1942 contrajo nupcias con Adonela Madrid, de cuyo matrimonio nacieron seis hijos: José Luis, Horacio, Ferrer, Adonela, Rociela y Éricka Alejandra.
Falleció el 25 de mayo de 1995 en la Ciudad de México.

## Cargos públicos
En 1947 fue diputado al Congreso de Veracruz, y en 1948 fue nombrado Secretario General de la Comisión Agraria del Estado de Veracruz
El ingeniero Ferrer Galván Bourel fungió como Secretario General de la Confederación Nacional Campesina durante 1952 y 1953, su nombramiento al frente de esta organización representaba el esfuerzo del gobierno mexicano por aglutinar al sector campesino, ya que la CNC surgió como heredera de la Liga Nacional Campesina, de corte agrario radical, que fundó Úrsulo Galván, padre de Ferrer, en 1926.
En junio de 1978 fue nombrado subsecretario de Planeación e Infraestructura de la Secretaría de la Reforma Agraria, encabezada por Antonio Toledo Corro.